# 古贺逸策
古贺逸策（日语：古賀逸策, 1899年12月5日—1982年9月2日）是一位日本电气工程师，通信工程师。著作有《圧電気と高周波》(古賀 1938)。

## 生平
1899年出生于日本佐贺县，1923年毕业于東京大学。1929年进入東京工業大学担任助教授，1930年获得東京大学工学博士学位。1932年发现了石英晶体振荡器，1939年升任東京工業大学教授，1946年成为东京大学教授。1957年担任日本电气学会会长。

## 荣誉
1939年被选为日本十大发明家。1963年获得文化勳章。1971年被选为日本学士院会員。